# Леонов, Пётр Васильевич
Пётр Васи́льевич Лео́нов (3 мая 1910, село Лютое, Орловская губерния — 1982, Ликино-Дулёво, Московская область) — Заслуженный художник РСФСР (1970), член-корреспондент Академии художеств СССР (1973), лауреат Государственной премии РСФСР им. И. Е. Репина (1970), ведущий художник-керамист Дулёвского фарфорового завода.

## Биография
Пётр Васильевич Леонов родился 3 мая 1910 года в селе Лютое Ливенского уезда. Его отец был врачом-хирургом. Незадолго до Революции 1917 года, в связи с переводом отца на новое место работы, семья переехала на Кубань. В 1926 году окончил школу, в 1930 году — Краснодарский архитектурно-художественный институт.
Некоторое время работал в Коммунистической академии (Москва), с 1932 года — в Подмосковье, главным художником Дулёвского фарфорового завода.
В первые годы советской власти считалось, что народная посуда должна нести пропагандистское содержание. А потому она украшалась лозунгами типа «Трактора — в борозду!» и соответствующими теме рисунками. Однако эта продукция не находила сбыта и завод переживал упадок. С приходом П. Леонова ситуация резко изменилось. Фактически он положил основу новому фирменному стилю. Его фарфор отличался яркостью красок, выглядел нарядно и радостно. В работах (сервизы, вазы, блюда и т. д.) стала преобладать роспись крупными цветовыми пятнами, обильная позолота. В серию были запущены декоративные скульптурные композиции, небольшие статуэтки. Кроме того, по настоянию Петра Васильевича, к 1937 году на заводе была проведена основательная реконструкция. Результаты не замедлили сказаться. Новые фарфоровые изделия получили высокие награды Всемирной выставки в Париже (1937), Выставки в Нью-Йорке (1939), ряда Всесоюзных выставок, а позже, Всемирной выставки в Брюсселе (1958).
Пётр Леонов проработал главным художником Дулёвского завода с 1932 года по 1941. Его стаж прервался на время войны и некоторый период послевоенного восстановления хозяйства. Тогда он работал городским архитектором сначала в Бресте, а потом в Новгороде. Затем, с 1950 года и до самой своей кончины в 1982 году, то есть в общей сложности более 40 лет, трудился главным художником фарфорового завода.
Стиль росписи, разработанный Петром Васильевичем, по прежнему является фирменным стилем завода, а целый ряд изделий продолжают выпускать по его эскизам до настоящего времени.
Сын — Вениамин (Александр) Петрович Леонов, родился в 1937 году. С 1977 года живёт в Париже.

## Награды
- Заслуженный художник РСФСР (1970)
- Член-корреспондент Академии художеств СССР (1973)
- Лауреат Государственной премии РСФСР им. И. Е. Репина (1970)
- Награждён Орденом Ленина и медалями
- Большие золотые медали на Всемирных выставках в Париже (1937) и Брюсселе (1958)
- Почётный диплом на Международной выставке керамики в Праге (1962)